# Le Saulchoy
Le Saulchoy est une commune française située dans le département de l'Oise en région Hauts-de-France.

## Géographie

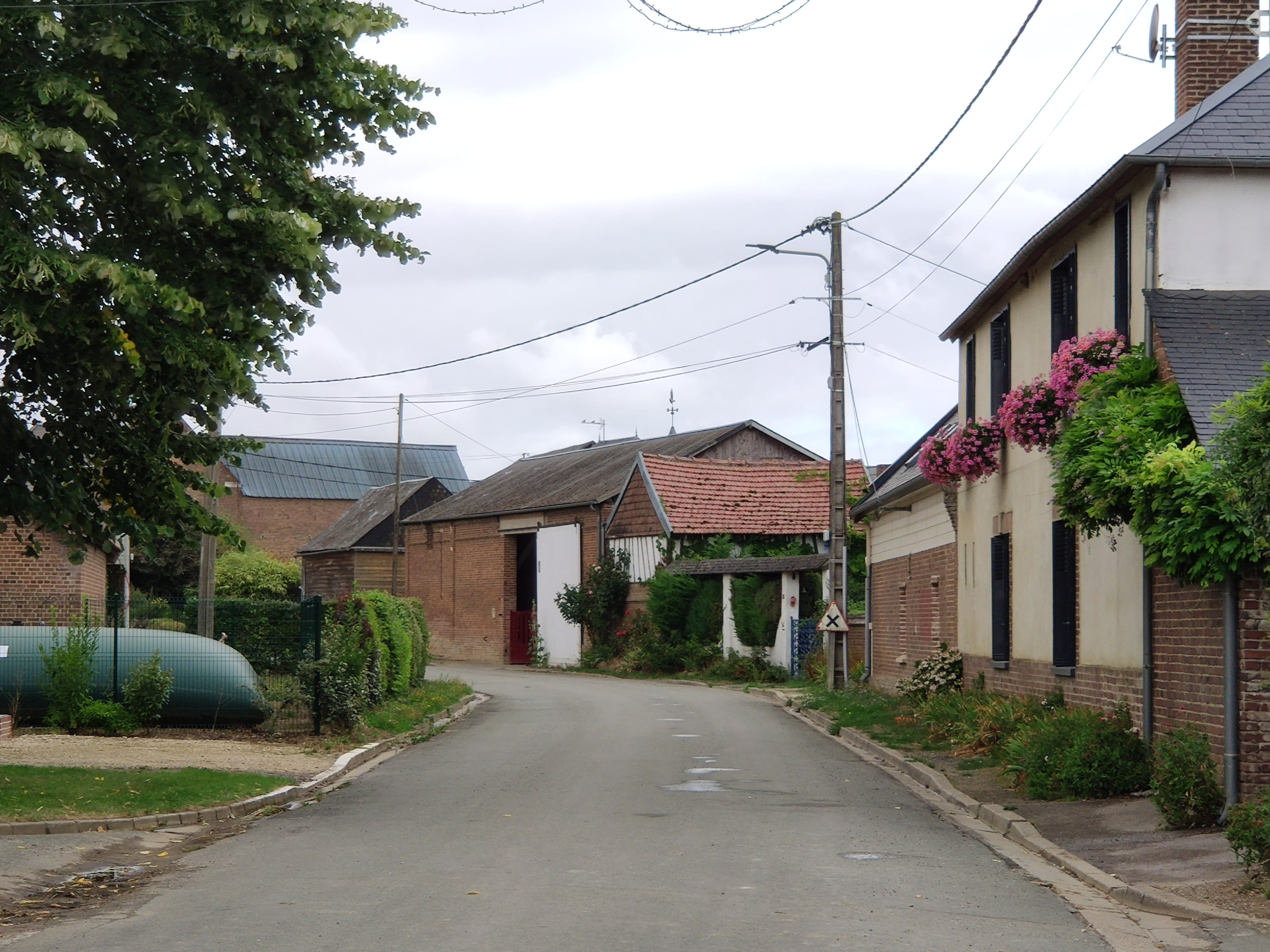
Une rue du village.

### Localisation
Le Saulchoy est un village rural picard situé à l'extrémité d'un plateau, et qui surplombe une vallée qui draine les eaux vers la Somme.
Il se trouve à 6 km à l'est de Crèvecœur-le-Grand, 23 km au nord de Beauvais et 31 km au sud-ouest d'Amiens.

### Communes limitrophes
| Catheux   |             | Fontaine-Bonneleau |
| Le Gallet | Saulchoy    | Domeliers          |
|           | Viefvillers | Francastel         |

### Hydrographie
La commune est située dans le bassin Artois-Picardie. Elle n'est drainée par aucun cours d'eau.

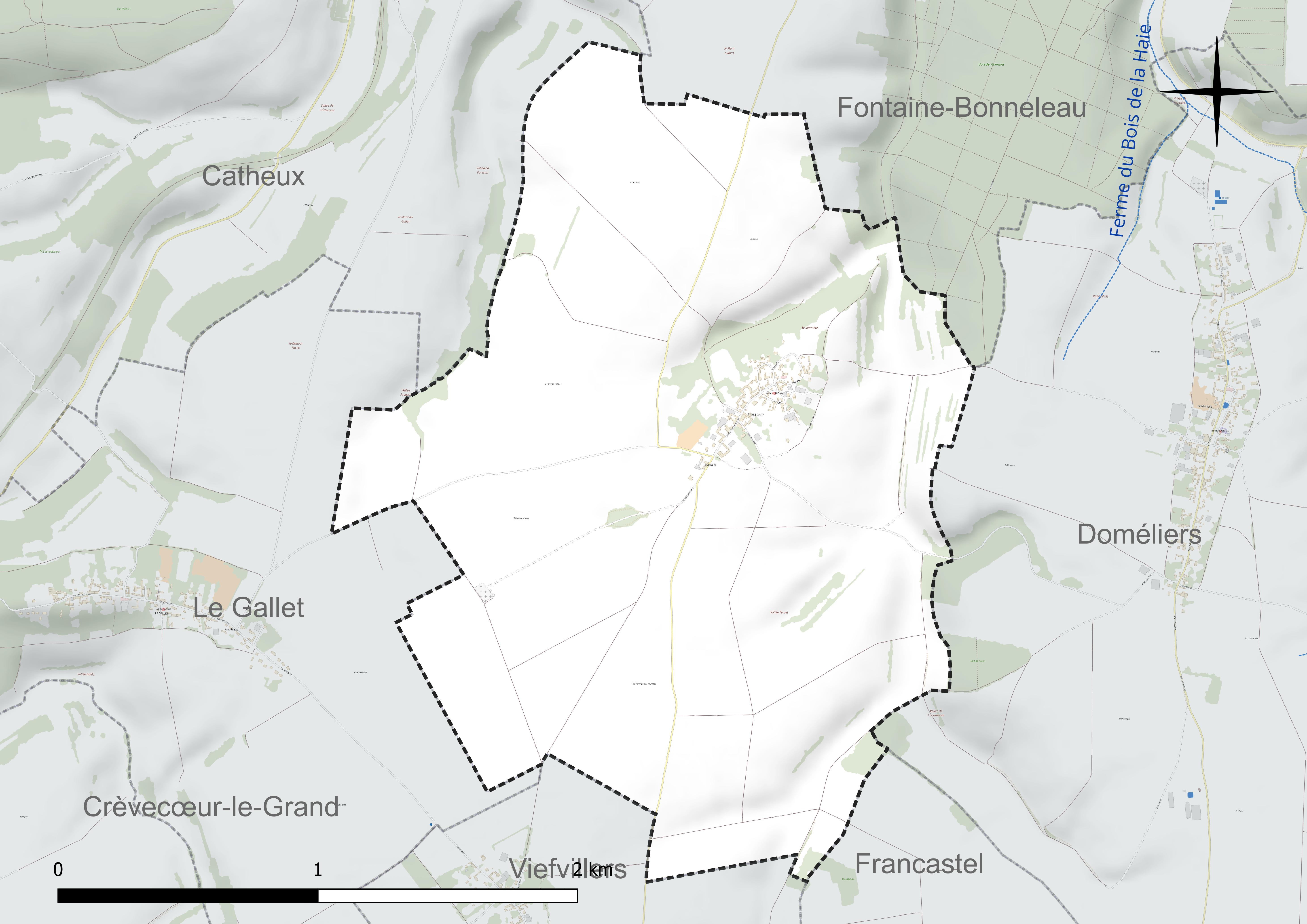
Réseau hydrographique du Saulchoy.

### Climat
Pour des articles plus généraux, voir Climat des Hauts-de-France et Climat de l'Oise.
En 2010, le climat de la commune est de type climat océanique dégradé des plaines du Centre et du Nord, selon une étude du CNRS s'appuyant sur une série de données couvrant la période 1971-2000. En 2020, Météo-France publie une typologie des climats de la France métropolitaine dans laquelle la commune est exposée à un climat océanique et est dans la région climatique  Nord-est du bassin Parisien, caractérisée par un ensoleillement médiocre, une pluviométrie moyenne régulièrement répartie au cours de l'année et un hiver froid (3 °C). 
Pour la période 1971-2000, la température annuelle moyenne est de 10,2 °C, avec une amplitude thermique annuelle de 14,2 °C. Le cumul annuel moyen de précipitations est de 762 mm, avec 12,1 jours de précipitations en janvier et 8,6 jours en juillet. Pour la période 1991-2020, la température moyenne annuelle observée sur la station météorologique la plus proche, située sur la commune de Rouvroy-les-Merles à 16 km à vol d'oiseau, est de 10,7 °C et le cumul annuel moyen de précipitations est de 647,9 mm,. Pour l'avenir, les paramètres climatiques de la commune estimés pour 2050 selon différents scénarios d'émission de gaz à effet de serre sont consultables sur un site dédié publié par Météo-France en novembre 2022.

## Urbanisme

### Typologie
Au 1er janvier 2024, Le Saulchoy est catégorisée commune rurale à habitat dispersé, selon la nouvelle grille communale de densité à sept niveaux définie par l'Insee en 2022.
Elle est située hors unité urbaine. Par ailleurs la commune fait partie de l'aire d'attraction de Beauvais, dont elle est une commune de la couronne,. Cette aire, qui regroupe 162 communes, est catégorisée dans les aires de 50 000 à moins de 200 000 habitants,.

### Occupation des sols
L'occupation des sols de la commune, telle qu'elle ressort de la base de données européenne d'occupation biophysique des sols Corine Land Cover (CLC), est marquée par l'importance des territoires agricoles (99,3 % en 2018), une proportion identique à celle de 1990 (99,3 %). La répartition détaillée en 2018 est la suivante : 
terres arables (86,6 %), zones agricoles hétérogènes (12,6 %), forêts (0,7 %). L'évolution de l'occupation des sols de la commune et de ses infrastructures peut être observée sur les différentes représentations cartographiques du territoire : la carte de Cassini (XVIIIe siècle), la carte d'état-major (1820-1866) et les cartes ou photos aériennes de l'IGN pour la période actuelle (1950 à aujourd'hui).

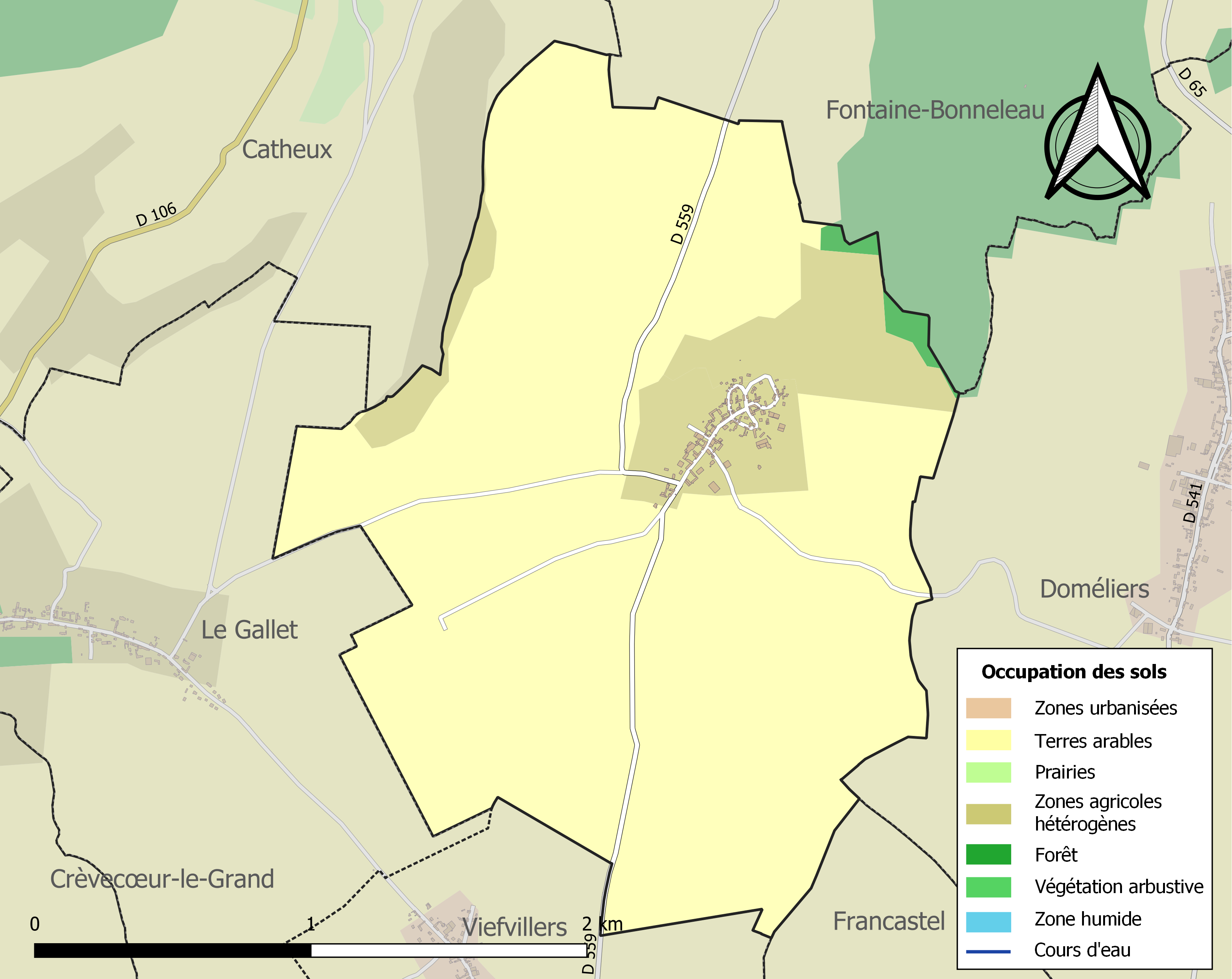
Carte des infrastructures et de l'occupation des sols de la commune en 2018 (CLC).

### Voies de communication et transports
La commune est desservie, en 2023, par le service de transport à la demande Corolis à la demande - Zone Nord du réseau Corolis et par les lignes 615, 616 et 6109 du réseau interurbain de l'Oise.

## Toponymie
Le nom de la localité est attesté sous les formes Salichetum (1164) ; Salcheius (XIIe) ; Salcitum (XIIe) ; Saucheium (XIIe) ; Sauceium (1202) ; Saucheium (1223) ; de Salceio (1258) ; arnulphi dou sauchoy (1258) ; Salceium (1280) ; le Sauchoy (XIVe) ; le Saulchoix (vers 1450) ; Saulsoy (vers 1450) ; Sauchoy (vers 1450) ; le Chaussoy Gallet (vers 1450) ; Sauchoy lès Catheu (1469) ; Saussoy (vers 1480) ; le Sauschoy (vers 1480) ; Soulchoy (vers 1480) ; Sausoy (vers 1485) ; Chauchoy (vers 1485) ; Chauchois (vers 1485) ; le Chaussoy lez Domeliers (1535) ; le Chaussoy sur Domeliers (1535) ; Chaussois (1557) ; le Sauchoy sous Dommeillier (1580) ; chemin du chausoy (1617) ; le Sauchoy (1667) ; Saulchoy-Gallet (1836) ; le Saulchois (1840) ; le Saulchoy (XIXe) ; le Saulchoy-Gallet (1931).

La graphie Saulchoy est archaïque pour *Sauchoy, forme picarde correspondant au vieux français saussay et au vieux normand septentrional sauchay « saulaie ».

## Histoire

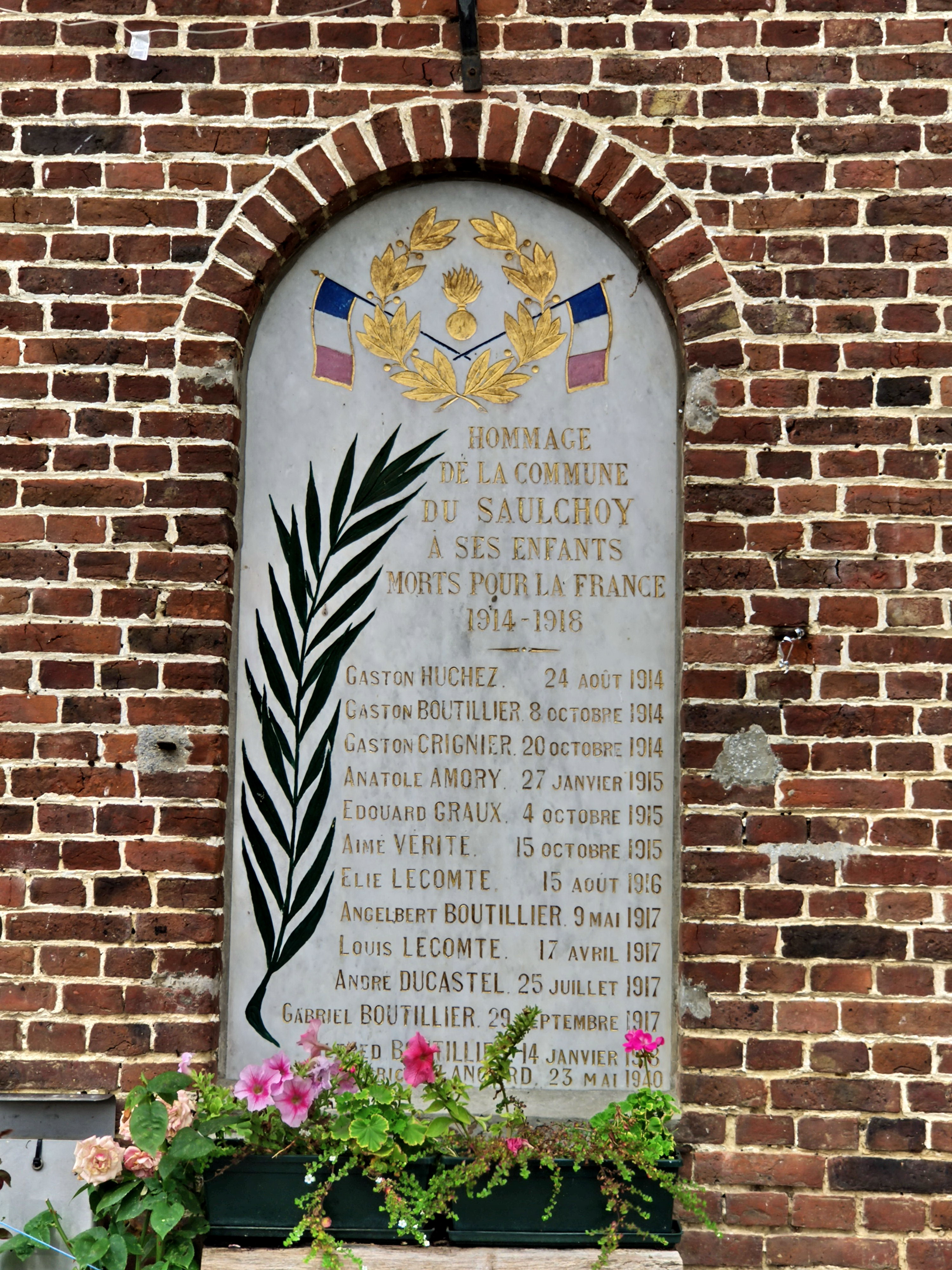
Plaque de la mairie en l'hommage des soldats de la commune morts pendant la Première Guerre mondiale.

Selon Louis Graves, « la paroisse, à une époque très reculée, comprenait dans son étendue Le Gallet et Viefvillers. Le cimetière a été longtemps commun aux trois villages ».
« La tradition prétend que le chef-lieu était autrefois au nord-ouest de son emplacement actuel, qu'il portait le nom de Bourgogne, qu'une partie qui descendait jusque dans le ravin dit le fossé du Defay, était appelée la Basse-Bourgogne. Il existe des débris de construction au lieu indiqué. On y montre aussi de prétendus retranchements qui ne paraissent que de simples mouvemens de terrain »
Il indiquait en 1836 que le village était constitué de 1123 maisons, que la population vivait du tissage de la laine, et qu'il existait sur le territoire communal un moulin à vent.

## Politique et administration

### Rattachements administratifs et électoraux
La commune se trouve dans l'arrondissement de Beauvais du département de l'Oise. Pour l'élection des députés, elle fait partie de la première circonscription de l'Oise.
Elle faisait partie depuis 1793 du canton de Crèvecœur-le-Grand. Dans le cadre du redécoupage cantonal de 2014 en France, la commune rejoint le canton de Saint-Just-en-Chaussée.

### Intercommunalité
La commune faisait partie de la communauté de communes de Crèvecœur-le-Grand Pays Picard A16 Haute Vallée de la Celle créée fin 1992.
Dans le cadre des dispositions de la loi portant nouvelle organisation territoriale de la République (Loi NOTRe) du 7 août 2015, qui prévoit que les établissements publics de coopération intercommunale (EPCI) à fiscalité propre doivent avoir un minimum de 15 000 habitants, le préfet de l'Oise a publié en octobre 2015 un projet de nouveau schéma départemental de coopération intercommunale, qui prévoit la fusion de plusieurs intercommunalités, et notamment celle de Crèvecœur-le-Grand (CCC) et celle des Vallées de la Brèche et de la Noye (CCVBN), soit une intercommunalité de 61 communes pour une population totale de 27 196 habitants.
Après avis favorable de la majorité des conseils communautaires et municipaux concernés(et malgré les souhaits de la commune, qui aurait souhaité être rattachée à la communauté d'agglomération du Beauvaisis), cette intercommunalité dénommée communauté de communes de l'Oise picarde (CCOP)  est créée au 1er janvier 2017 et comprend la commune.
Toutefois, la commune et huit autres issues de l'ex-CCC, qui font partie de l'aire urbaine de Beauvais, protestent contre leur intégration au sein de la CCOP, et demandent leur rattachement à la communauté d'agglomération du Beauvaisis (CAB), en soulignant leur proximité territoriale avec la ville préfecture, et afin de voir leurs administrés profiter des équipements et des projets portés par la CAB tout en évitant une forte augmentation de leur fiscalité locale liée à l'harmonisation des taux de ces impôts entre l'ex-CCC et l'ex-CCVBN.
Au terme de ce processus, la commune intègre le 1er janvier 2018 la communauté d'agglomération du Beauvaisis, la portant ainsi à 53 communes.

### Liste des maires
| Période                                  | Période                    | Identité             | Étiquette | Qualité |
| ---------------------------------------- | -------------------------- | -------------------- | --------- | ------- |
| Les données manquantes sont à compléter. |                            |                      |           |         |
| mars 2001                                | mai 2020                   | Jean-Jacques Dubois, |           |         |
| mai 2020                                 | En cours (au 17 juin 2020) | Eric Miclotte        |           |         |

## Population et société

### Démographie

#### Évolution démographique
L'évolution du nombre d'habitants est connue à travers les recensements de la population effectués dans la commune depuis 1793. Pour les communes de moins de 10 000 habitants, une enquête de recensement portant sur toute la population est réalisée tous les cinq ans, les populations de référence des années intermédiaires étant quant à elles estimées par interpolation ou extrapolation. Pour la commune, le premier recensement exhaustif entrant dans le cadre du nouveau dispositif a été réalisé en 2004.

En 2022, la commune comptait 105 habitants, en évolution de +7,14 % par rapport à 2016 (Oise : +0,87 %, France hors Mayotte : +2,11 %).
| 1793 | 1800 | 1806 | 1821 | 1831 | 1836 | 1841 | 1846 | 1851 |
| ---- | ---- | ---- | ---- | ---- | ---- | ---- | ---- | ---- |
| 426  | 446  | 443  | 418  | 470  | 439  | 382  | 378  | 346  |

| 1856 | 1861 | 1866 | 1872 | 1876 | 1881 | 1886 | 1891 | 1896 |
| ---- | ---- | ---- | ---- | ---- | ---- | ---- | ---- | ---- |
| 341  | 320  | 300  | 270  | 270  | 257  | 240  | 211  | 196  |

| 1901 | 1906 | 1911 | 1921 | 1926 | 1931 | 1936 | 1946 | 1954 |
| ---- | ---- | ---- | ---- | ---- | ---- | ---- | ---- | ---- |
| 186  | 146  | 142  | 131  | 131  | 107  | 108  | 96   | 119  |

| 1962 | 1968 | 1975 | 1982 | 1990 | 1999 | 2004 | 2006 | 2009 |
| ---- | ---- | ---- | ---- | ---- | ---- | ---- | ---- | ---- |
| 84   | 89   | 94   | 74   | 67   | 84   | 98   | 105  | 104  |

| 2014 | 2019 | 2022 | - | - | - | - | - | - |
| ---- | ---- | ---- | - | - | - | - | - | - |
| 99   | 104  | 105  | - | - | - | - | - | - |

#### Pyramide des âges
La population de la commune est relativement jeune.
En 2018, le taux de personnes d'un âge inférieur à 30 ans s'élève à 34,6 %, soit en dessous de la moyenne départementale (37,3 %). À l'inverse, le taux de personnes d'âge supérieur à 60 ans est de 27,8 % la même année, alors qu'il est de 22,8 % au niveau départemental.
En 2018, la commune comptait 48 hommes pour 54 femmes, soit un taux de 52,94 % de femmes, légèrement supérieur au taux départemental (51,11 %).
Les pyramides des âges de la commune et du département s'établissent comme suit.
| Hommes | Classe d’âge | Femmes |
| ------ | ------------ | ------ |
| 0,0    | 90 ou +      | 1,8    |
| 4,1    | 75-89 ans    | 1,8    |
| 28,6   | 60-74 ans    | 20,0   |
| 22,4   | 45-59 ans    | 14,5   |
| 20,4   | 30-44 ans    | 18,2   |
| 10,2   | 15-29 ans    | 14,5   |
| 14,3   | 0-14 ans     | 29,1   |

| Hommes | Classe d’âge | Femmes |
| ------ | ------------ | ------ |
| 0,5    | 90 ou +      | 1,4    |
| 5,5    | 75-89 ans    | 7,6    |
| 15,6   | 60-74 ans    | 16,3   |
| 20,8   | 45-59 ans    | 20     |
| 19,4   | 30-44 ans    | 19,4   |
| 17,6   | 15-29 ans    | 16,2   |
| 20,6   | 0-14 ans     | 19,1   |

### Enseignement

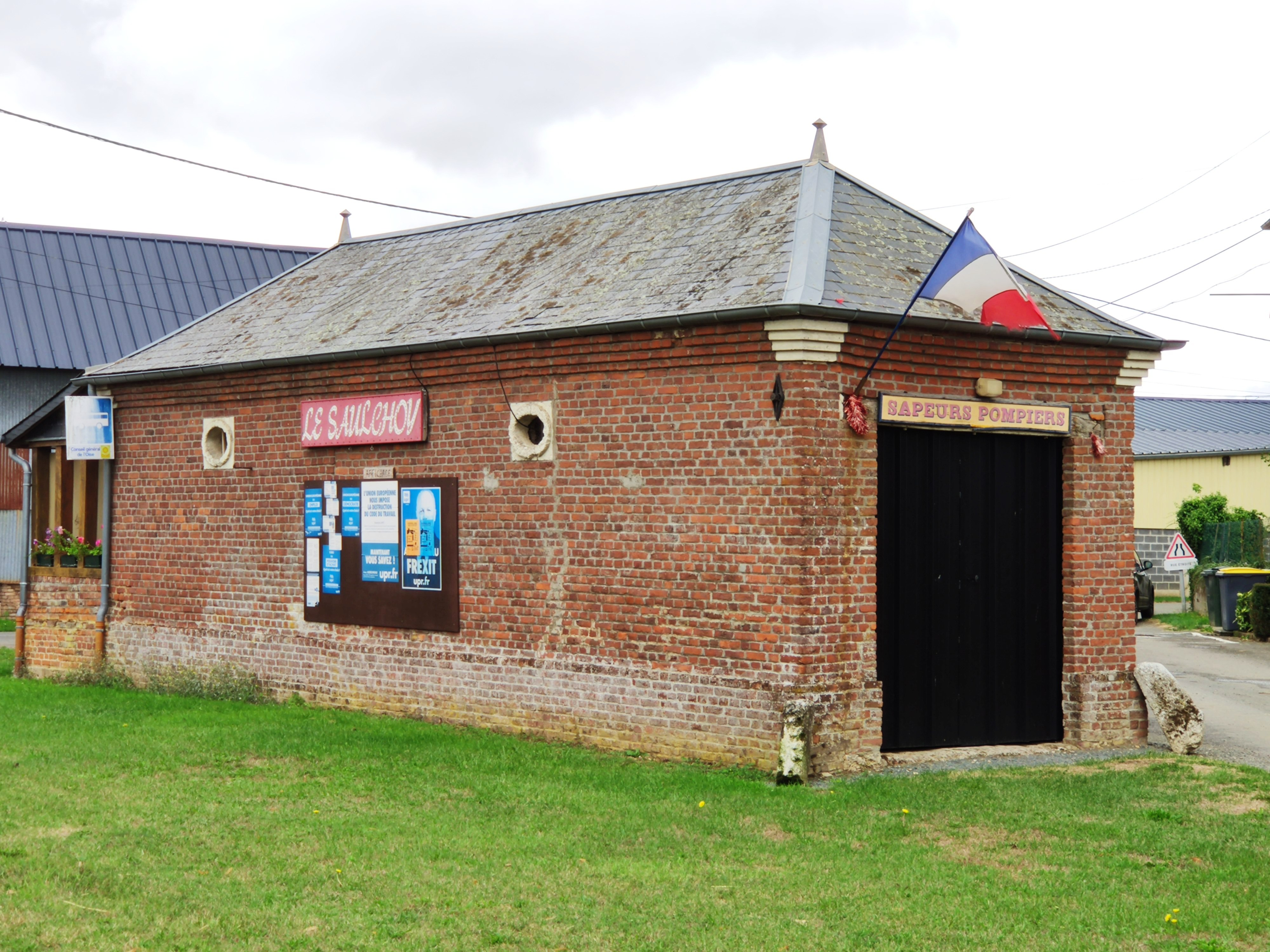
Remise communale.

Les enfants du village sont scolarisés au sein d'un regroupement pédagogique intercommunal (RPI), qui regroupe en 2018 Viefvillers, Francastel, Le Saulchoy et Le Gallet.

## Culture locale et patrimoine

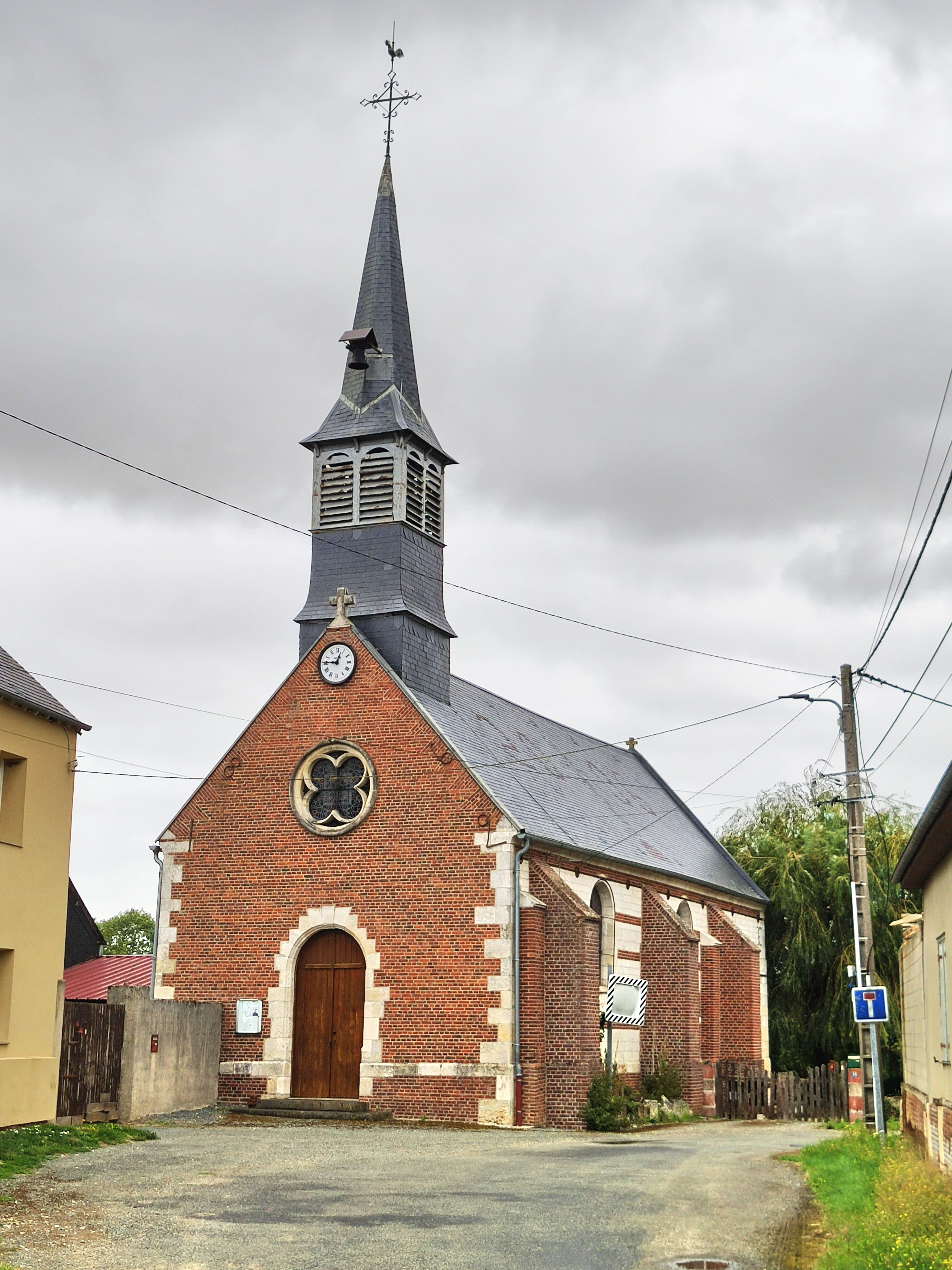
L'église Saint-Firmin.

### Lieux et monuments
L'église Saint-Firmin, de style néo-gothique, a été construite au XVIIe ou au  XVIIIe siècle. Son  maître-autel constitue un très bel ensemble d'époque Louis XVI, et son retable s'orne d'une peinture illustrant la Présentation de Jésus. Une statue de la Vierge à l'enfant en bois polychrome du XVe siècle est classée monument historique,.

### Héraldique
| Blason de Saulchoy (Le) | Blason  | Tiercé en pairle renversé: au 1er de sinople à la volute de crosse d'or, au 2e d'argent à trois lions de gueules, au 3e d'or au saule pleureur de sinople. |
| Blason de Saulchoy (Le) | Détails | Armes parlantes (saule). Le statut officiel du blason reste à déterminer.                                                                                  |